# کژآکند

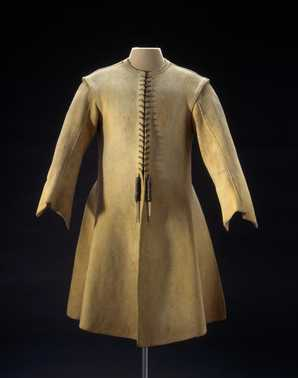
Kolder, ca. 1660-1670

کژآکند (انگلیسی: Gambeson) گونه‌ای لباس جنگی از جنس کتان یا پشم بود که میان آن را با تار و پود ابریشم (یا پشم)، پُر می‌کردند و همین تار و پود ابریشمی، می‌توانست همانند نوعی زره، تأثیر ضربهٔ شمشیر یا پیکان کمان را تا حد زیادی بگیرد. کژآکند را معمولاً در زیر جوشن یا زره صفحه‌ای می‌پوشیدند تکنیک دوخت آن شبیه فرایند لحاف‌دوزی بوده است. کژآکند، که ترکیبی از «کژ» به معنی ابریشم به همراه «آکنده» می‌باشد، در منابع مختلف، دارای اسامی مختلفی همچون «کج آکند»، «کژاکند» و «کژآغند» هم می‌باشد.